# Via Sacra (Roma)
Via Sacra (em latim: Via Sacra; "Via Sagrada"), chamada também de Sacra Via, é uma das principais ruas da Roma Antiga, saindo do Capitólio, no alto do monte Capitolino, passando por alguns dos mais famosos templos do Fórum Romano, onde era a rua mais larga, chegando até o Coliseu. Era parte da rota tradicional dos triunfos romanos, que começavam nos subúrbios da cidade e seguiam através do Fórum.
No século V a.C., havia uma estrutura que a protegia das chuvas. Foi depois pavimentada e, na época de Nero, foi ladeada por colunatas.
Nela aconteceram muitos eventos famosos da história de Roma, além de festivais religiosos, triunfos magníficos dos generais romanos e o diário burburinho da multidão que se reunia nas basílicas para conversar, jogar, realizar negócios ou conseguir justiça. Por isso, estava sempre cheia de prostitutas buscando potenciais clientes.